# Xorides similis
Xorides similis là một loài tò vò trong họ Ichneumonidae.